# Ivata Tomoki
Ivata Tomoki (岩田 智輝) (Óita prefektúra, 1997. április 7. –) japán válogatott labdarúgó.

## Klub
A labdarúgást az Oita Trinita csapatában kezdte. 113 bajnoki mérkőzésen lépett pályára és 7 gólt szerzett. 2021-ben a Yokohama F. Marinos csapatához szerződött.

## Nemzeti válogatott
2019-ben debütált a japán válogatottban. A japán válogatott tagjaként részt vett a 2019-es Copa Américán. A japán válogatottban 2 mérkőzést játszott.

## Statisztika
| Japán válogatott | Japán válogatott | Japán válogatott |
| Időszak          | Mérk.            | gól              |
| ---------------- | ---------------- | ---------------- |
| 2019             | 2                | 0                |
| Összesen         | 2                | 0                |